# Hans Egede

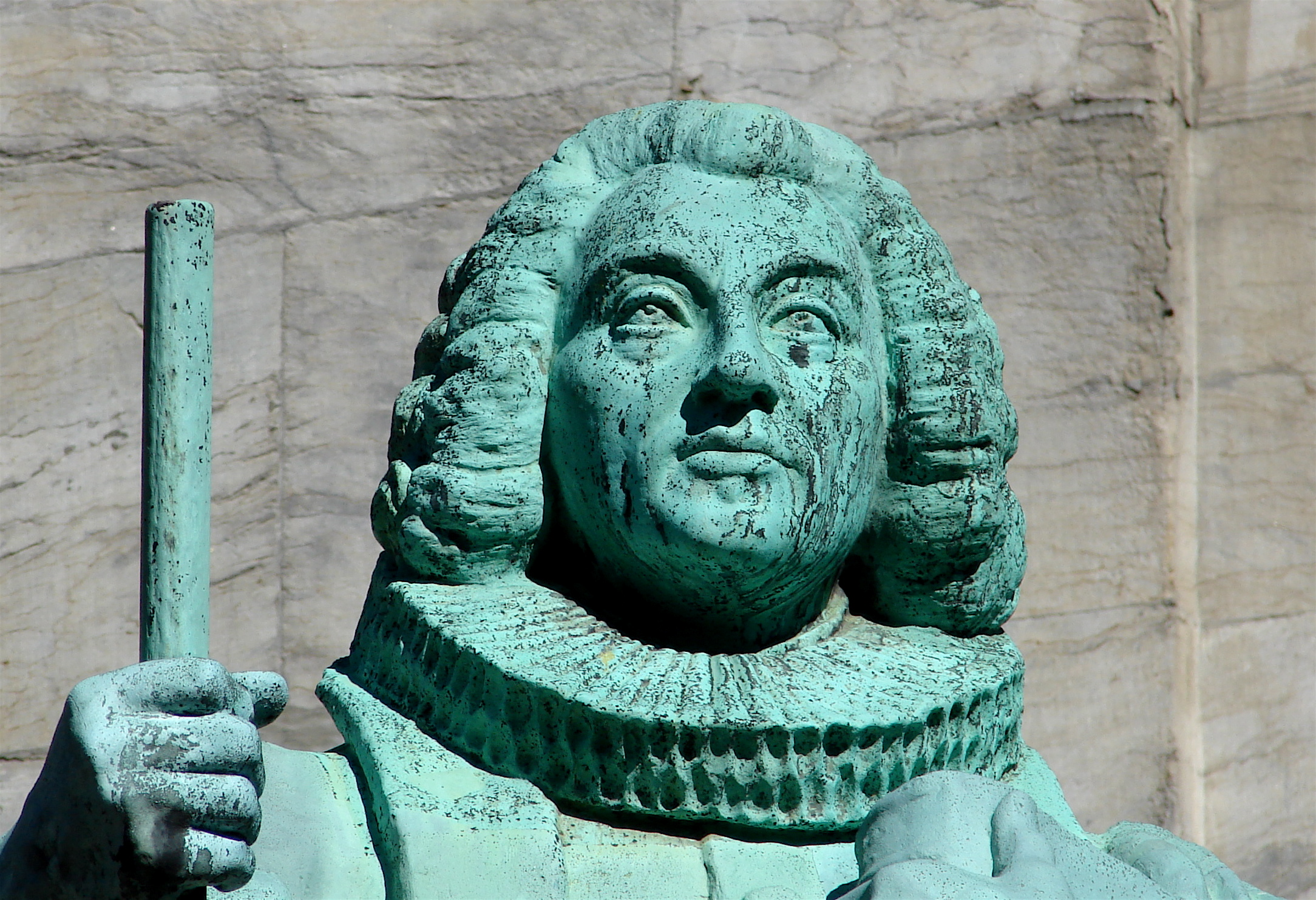
Hans Egede, staty av August Saabye.

Hans Egede, född 31 januari 1686 i Harstad i nuvarande Troms fylke i Norge, död 5 november 1758 i Stubbekøbing på Falster i Danmark, var en pietistisk norsk präst av dansk härkomst, även kallad Grönlands apostel.
Hans Egede var präst på Lofoten då han fick höra talas om vikingarna som hade slagit sig ned på Grönland i slutet av 900-talet. År 1721 bad han Fredrik IV av Danmark om att få resa till Grönland och missionera bland dessas förmodade katolska ättlingar. Efter att ha fått kungens godkännande begav sig Egede 1721 till Grönland, men fann inga vikingaättlingar utan började istället missionera bland inuiterna.
År 1724 fick alla européer order om att lämna ön, men Hans Egede och hans hustru Gertrud Rask valde att stanna. År 1728 grundlade Egede Grönlands huvudort Godthåb. Utanför denna stad, numera kallad Nuuk, finns idag en staty av Hans Egede.
Strax efter att herrnhutarna 1733 anlände till Grönland bröt en smittkoppsepidemi ut och Gertrud dog. Egede återvände 1736 till Danmark med sina döttrar och sonen Niels. 
Hans Egede blev 1740 utnämnd till Grönlands biskop och utgav 1747 en katekes för användning på Grönland. Sonen Paul Egede kom att överta faderns missionsarbete på Grönland.